# شش‌تپه
شش‌تپه (به ترکی آذربایجانی: Şiştəpə) یک منطقهٔ مسکونی در جمهوری آذربایجان است که در شهرستان شمکور واقع شده‌است. شش‌تپه ۵٬۲۵۹ نفر جمعیت دارد.